# Rue Saint-Julien (Liège)
Pour les articles homonymes, voir Rue Saint-Julien.
La rue  Saint-Julien  est une rue du quartier d'Outremeuse à Liège en Belgique (région wallonne). 

## Description
Cette voie plate et rectiligne d'une longueur d'environ 85 m et d'une largeur d'environ 10 m relie l'ancienne rue Puits-en-Sock à la rue de la Liberté. La rue applique un sens unique de circulation automobile de la rue Puits-en-Sock vers la rue de la Liberté.

## Odonymie et histoire
La rue doit son nom aux anciens bâtiments de l'hôpital et de la chapelle Saint-Julien dédiés à Julien l'Hospitalier. Ces édifices bâtis au début du XIVe siècle se situaient à l'angle de la rue Puits-en-Sock (à l'emplacement de l'immeuble situé au no 2). Ils furent progressivement détruits à partir de la révolution liégeoise.
Du comblement du bief de la Rivelette qui longeait l'hôpital, date la naissance de la rue Saint-Julien, sur l'emplacement même du cours d'eau. En date du 30 juin 1865, la création de la rue a été adoptée par le conseil communal et confirma le 30 mars 1866 un plan d'alignement donnant à la rue une largeur de 10 mètres. Le conseil voulut perpétuer le nom de Saint-Julien en l'appliquant à la voie nouvelle qui longe à droite l'ancien hôpital. Ce bief comblé était un cours d'eau secondaire qui rejoignait le biez des Grandes-Oies, un ancien bras de l'Ourthe.

## Architecture
La rue compte trois immeubles possédant en façade des éléments relatifs au style Art nouveau :
- au no 2, l'immeuble de coin (café) avec la rue Puits-en-Sock a été réalisé d'après les plans de l'architecte J. Bernimolin en 1903 ; arcs outrepassés et ferronneries de style Art nouveau[2].
- au no 8, la maison Platteau a été construite par l'architecte Maurice Devignée en 1905 dans le style Art nouveau; la moitié inférieure de la façade est bâtie en pierre de grès et la moitié supérieure est en brique ; la travée de gauche, plus étroite, possède un oriel à deux pans ; sur la travée de droite, le balcon en pierre de taille laisse apparaître des visages barbus ; des vitraux colorés sont visibles à l'oriel et sur la baie à meneau de l'étage supérieur ; la corniche à hauteurs variables est entrecoupée par deux pilastres et une fenêtre[3].

- au no 18, la façade de l'immeuble datée de 1907 comprend une mosaïque, des encadrements de baies et des fers forgés aux motifs en coup de fouet propres au style Art nouveau.

## Voiries adjacentes
- Rue de Berghes
- Rue Puits-en-Sock
- Rue de la Liberté